# Onomastico di Amenemope
L'Onomastico di Amenope è un papiro egizio databile dalla tarda XX dinastia alla XXII dinastia.
Si tratta di un testo amministrativo in cui vengono citate 610 entità organizzate gerarchicamente . Tra queste entità compaiono città, terre coltivabili, uffici, edifici e diverse popolazioni tra cui i Libu, i Nubiani, i Mashuash, gli Shardana e i Lukka.
La prima copia venne scoperta nel 1890 ad El-Hiba, in Egitto, successivamente acquistata dall'egittologo russo Vladimir Golenishchev al Cairo nel 1891. Fu trovata in un vaso assieme al Il viaggio di Unamon e alla Lettera di Wermai.